# Ctiboř (Častrov)
Ctiboř (německy Ztiborsch) je malá vesnice, část obce Častrov v okrese Pelhřimov. Nachází se 3 km na jihovýchod od Častrova. V roce 2009 zde bylo evidováno 38 adres. V roce 2001 zde trvale žilo 27 obyvatel.
Ctiboř leží v katastrálním území Ctiboř u Častrova o rozloze 5,74 km2.

## Historie
První písemná zmínka o obci pochází z roku 1233.

## Symboly
Ctiboř nemá dle zákona, jako část obce Častrov, nárok na znak a vlajku.

### Vlajka
Přestože nemá nárok na vlajku, nechala si Ctiboř v Národním registru vlajek a praporů (ten registruje vlajky, které nejsou stanoveny na základě zákonů České republiky) registrovat vlastní vlajku. Ta byla registrována 23. března 2024 pod číslem 0070-C.
Vlajka je tvořena listem o poměru stran 2:3 se dvěma svislými pruhy, modrým a žlutým. V modrém pruhu půl žluté růže se žlutým semeníkem a zelenými kališními lístky přiléhající k půli modrého květu lnu se žlutým středem a zelenými kališními lístky ve žlutém pruhu.

## Pamětihodnosti
- Venkovská usedlost čp. 10
- Boží muka u čp. 17

## Galérie

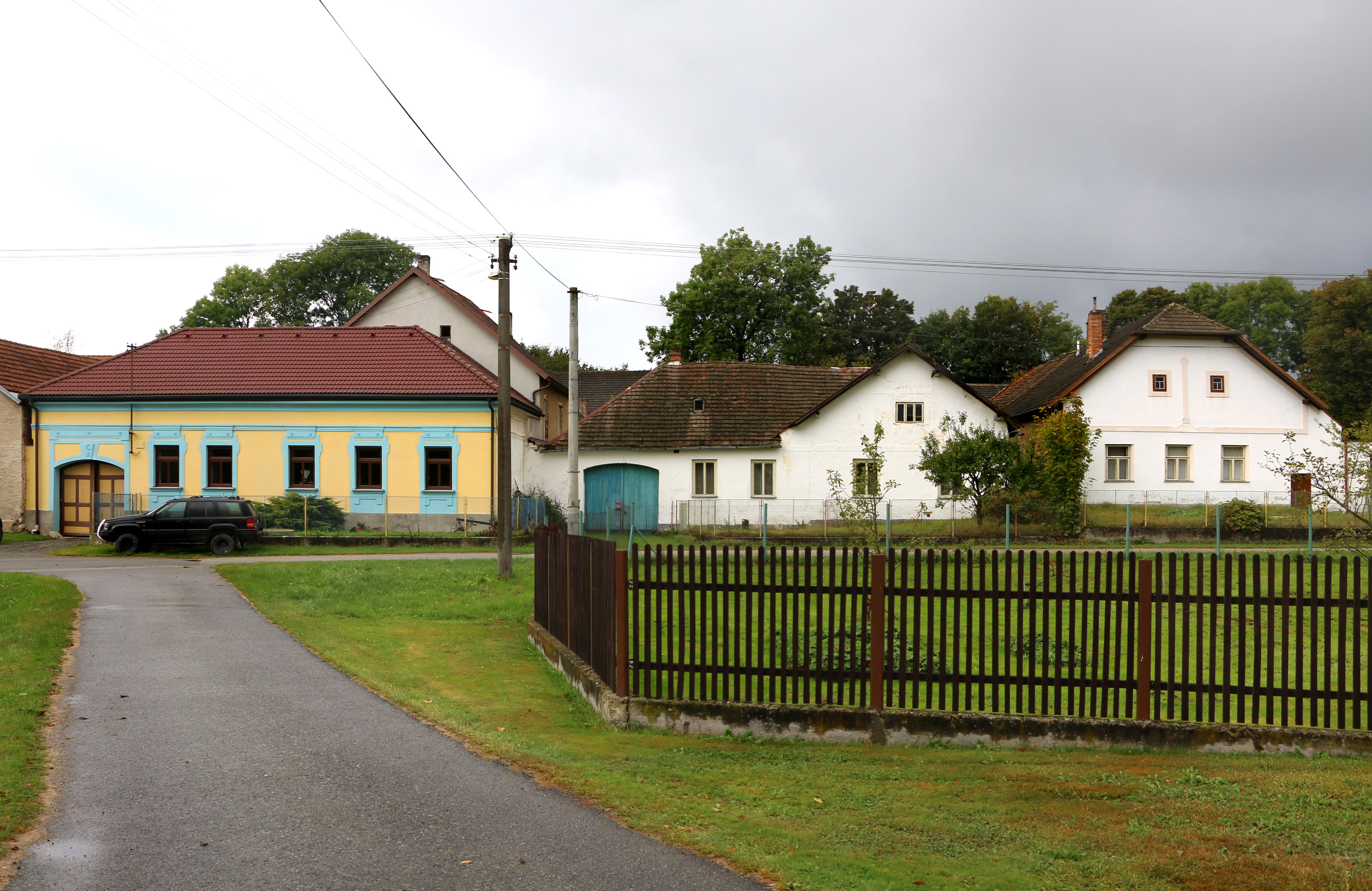
Náves
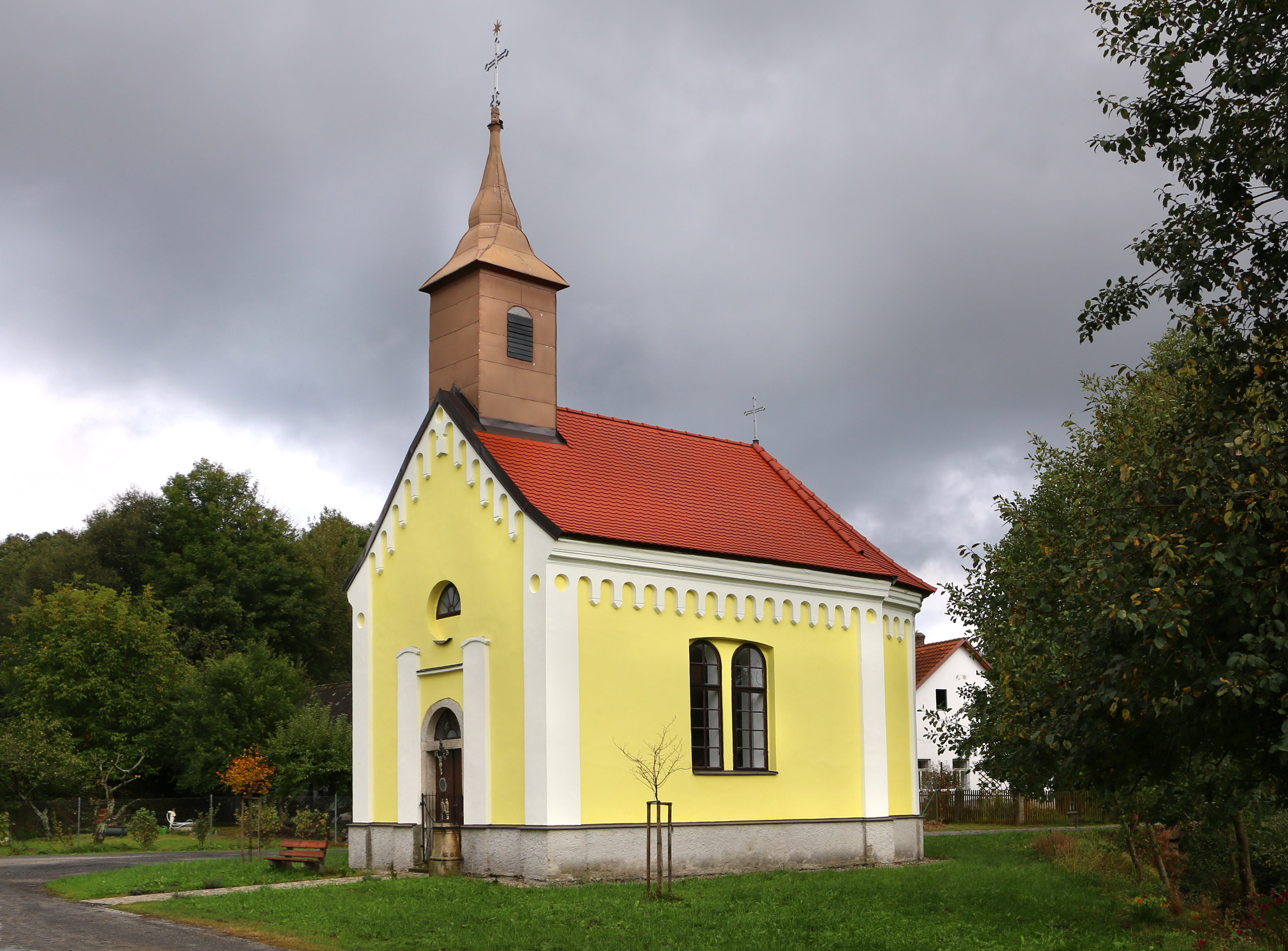
Kaple
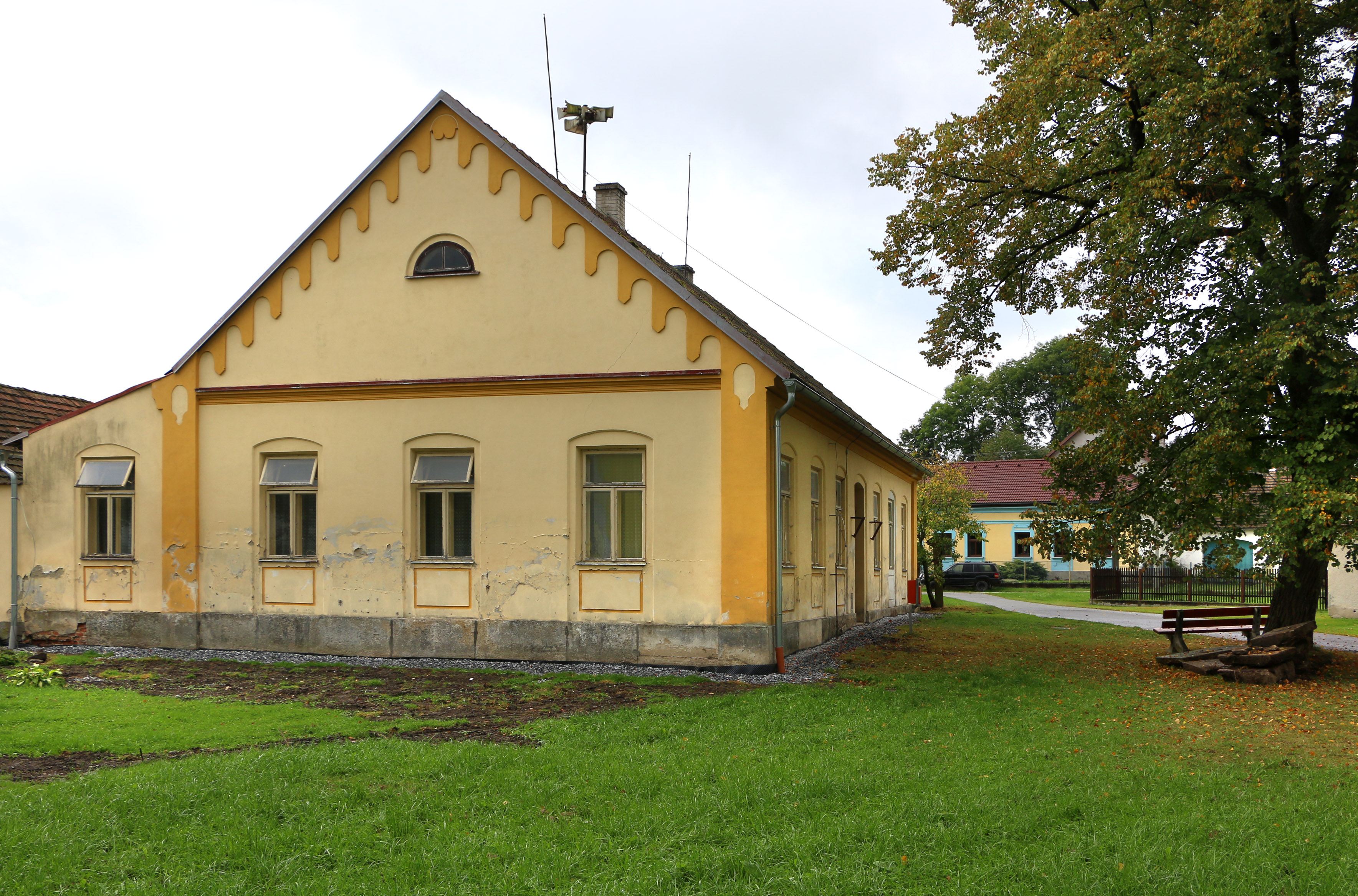
Dům čp. 36
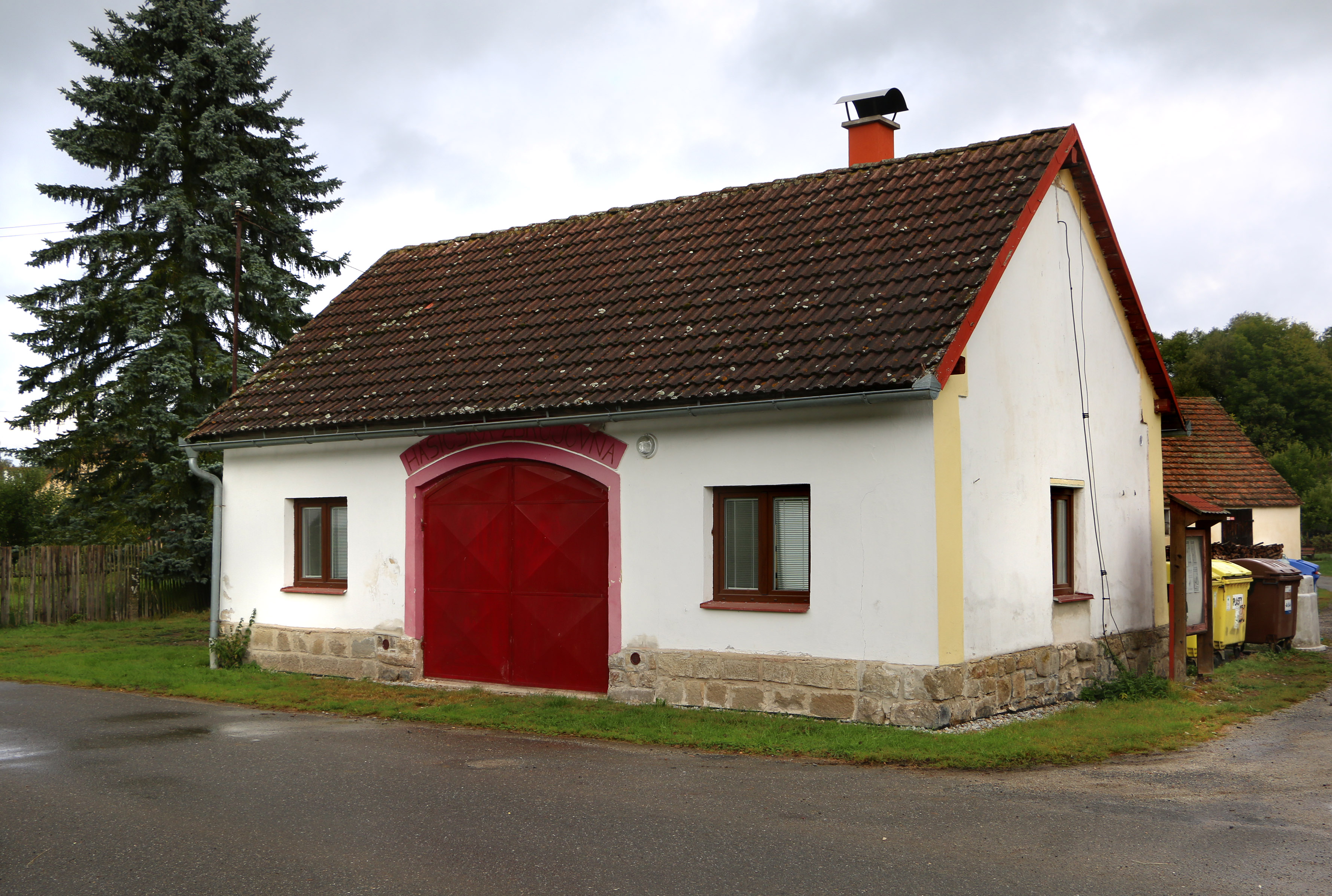
Hasičárna